# Dobrače (Arilje)
Dobrače es un pueblo ubicado en la municipalidad de Arilje, en el distrito de Zlatibor, Serbia.

## Superficie
Posee una superficie de 34,03 kilómetros cuadrados.

## Demografía
Hasta 2011 la población era de 646 habitantes, con una densidad de población de 18,99 habitantes por kilómetro cuadrado.